# Koszewiczi (obwód smoleński)
Koszewiczi (ros. Кошевичи) – wieś (ros. деревня, trb. dieriewnia) w zachodniej Rosji, w osiedlu wiejskim Ponizowskoje rejonu rudniańskiego w obwodzie smoleńskim.

## Geografia
Miejscowość położona jest nad Bałazną, 6 km od granicy z Białorusią, przy drodze regionalnej 66N-1607 (66N-1605 / Ponizowje – Koszewiczi), 8 km od drogi regionalnej 66K-30 (Diemidow – Ponizowje – Zaozierje), 8 km od centrum administracyjnego osiedla wiejskiego (wieś (ros. село, trb. sieło) Ponizowje), 40,5 km od centrum administracyjnego rejonu (Rudnia), 89,5 km od Smoleńska.
W granicach miejscowości znajdują się ulice: Centralnaja, Kołyszanka, Mołodiożnaja, Nabierieżnaja, Parkowaja.

## Historia
W czasie II wojny światowej od lipca 1941 roku wieś była okupowana przez hitlerowców. Wyzwolenie nastąpiło we wrześniu 1943 roku.

## Osobliwości
- Grodziszcze (zamieszkane pierwotnie pod koniec I tysiąclecia p.n.e., wtórnie wraz z osadą 100 metrów dalej – XII–XIV w. n.e.), 1,7 km na północ od dieriewni[6].

## Demografia
W 2010 r. miejscowość zamieszkiwało 198 osób.